# Roman Korynt
Roman Jan Korynt (ur. 12 października 1929 w Tczewie, zm. 15 lipca 2018) – polski piłkarz, obrońca, reprezentant Polski, ojciec Tomasza Korynta.

## Życiorys
Jego rodzice byli Polakami, pochodzili z Kociewia, ojciec był potomkiem greckich emigrantów. Przed rozpoczęciem kariery piłkarskiej trenował boks.
Kluby:
- Grom Gdynia (1946–1949),
- Gedania Gdańsk (1949).
- KS Lublinianka (1949–1950).
- Legia Warszawa (1950–1952).
- Lechia Gdańsk (1953–1967).

W Legii tylko udowodnił swój talent, który w pełni prezentował dopiero w Lechii. Po odbyciu służby wojskowej powrócił do Gdańska. Chciał grać w tamtejszej Gedanii, ale na badaniach okazało się, że ma słaby wzrok, więc złożył propozycję gry w Lechii.
Został pochowany na Gdyńskim Cmentarzu Komunalnym w Kosakowie.

## Osiągnięcia
- Mistrz Wybrzeża w boksie w wagach lekkiej i półśredniej (1946–1947).
- Finalista Pucharu Polski (1955).
- 3. miejsce w ekstraklasie (1956).
- Laureat Złotych Butów w plebiscycie Sportu (1959 i 1960).

## Reprezentacja Polski
| lp. | Data                 | Miejsce   | Przeciwnik | Wynik | Rozgrywki   | Grał   | Uwagi |
| --- | -------------------- | --------- | ---------- | ----- | ----------- | ------ | ----- |
| 1.  | 25 maja 1952         | Bukareszt | Rumunia    | 0:1   | towarzyski  | 90'    |       |
| 2.  | 15 czerwca 1952      | Warszawa  | Węgry      | 1:5   | towarzyski  | do 46' |       |
| 3.  | 13 września 1953     | Sofia     | Bułgaria   | 2:2   | towarzyski  | od 46' |       |
| 4.  | 8 sierpnia 1954      | Warszawa  | Bułgaria   | 2:2   | towarzyski  | 90'    |       |
| 5.  | 29 maja 1955         | Bukareszt | Rumunia    | 2:2   | towarzyski  | 90'    |       |
| 6.  | 26 czerwca 1955      | Sofia     | Bułgaria   | 1:1   | towarzyski  | 90'    |       |
| 7.  | 11 września 1955     | Helsinki  | Finlandia  | 3:1   | towarzyski  | 90'    |       |
| 8.  | 30 maja 1956         | Oslo      | Norwegia   | 0:0   | towarzyski  | 90'    |       |
| 9.  | 15 lipca 1956        | Budapeszt | Węgry      | 1:4   | towarzyski  | 90'    |       |
| 10. | 22 lipca 1956        | Chorzów   | NRD        | 0:2   | towarzyski  | 90'    |       |
| 11. | 26 sierpnia 1956     | Wrocław   | Bułgaria   | 1:2   | towarzyski  | 90'    |       |
| 12. | 28 października 1956 | Warszawa  | Norwegia   | 5:3   | towarzyski  | 90'    |       |
| 13. | 4 listopada 1956     | Kraków    | Finlandia  | 5:0   | towarzyski  | 90'    | kpt.  |
| 14. | 16 listopada 1956    | Stambuł   | Turcja     | 1:1   | towarzyski  | 90'    |       |
| 15. | 19 maja 1957         | Warszawa  | Turcja     | 0:1   | towarzyski  | 90'    |       |
| 16. | 23 czerwca 1957      | Moskwa    | ZSRR       | 0:3   | el. MŚ 1958 | 90'    | kpt.  |
| 17. | 5 lipca 1957         | Helsinki  | Finlandia  | 3:1   | el. MŚ 1958 | 90'    | kpt.  |
| 18. | 20 października 1957 | Chorzów   | ZSRR       | 2:1   | el. MŚ 1958 | 90'    |       |
| 19. | 3 listopada 1957     | Warszawa  | Finlandia  | 4:0   | el. MŚ 1958 | 90'    |       |
| 20. | 24 listopada 1957    | Lipsk     | ZSRR       | 0:2   | el. MŚ 1958 | 90'    |       |
| 21. | 11 maja 1958         | Chorzów   | Irlandia   | 2:2   | towarzyski  | 90'    |       |
| 22. | 25 maja 1958         | Kopenhaga | Dania      | 2:3   | towarzyski  | od 40' |       |
| 23. | 1 czerwca 1958       | Warszawa  | Szkocja    | 1:2   | towarzyski  | 90'    |       |
| 24. | 28 czerwca 1958      | Rostock   | NRD        | 1:1   | towarzyski  | 90'    |       |
| 25. | 14 września 1958     | Chorzów   | Węgry      | 1:3   | towarzyski  | do 64' |       |
| 26. | 5 października 1958  | Dublin    | Irlandia   | 2:2   | towarzyski  | 90'    |       |
| 27. | 20 maja 1959         | Hamburg   | Niemcy     | 1:1   | towarzyski  | od 38' |       |
| 28. | 21 czerwca 1959      | Wrocław   | Izrael     | 7:2   | towarzyski  | 90'    | kpt.  |
| 29. | 28 czerwca 1959      | Chorzów   | Hiszpania  | 2:4   | el. ME 1960 | 90'    |       |
| 30. | 30 sierpnia 1959     | Warszawa  | Rumunia    | 2:3   | towarzyski  | 90'    |       |
| 31. | 14 października 1959 | Madryt    | Hiszpania  | 0:3   | el. ME 1960 | 90'    |       |
| 32. | 18 października 1959 | Helsinki  | Finlandia  | 3:1   | el. IO 1960 | 90'    |       |
| 33. | 8 listopada 1959     | Chorzów   | Finlandia  | 6:2   | el. IO 1960 | 90'    |       |
| 34. | 29 listopada 1959    | Ramat Gan | Izrael     | 1:1   | towarzyski  | 90'    |       |

## Ordery i odznaczenia
- Krzyż Oficerski Orderu Odrodzenia Polski (2011)[4]
- Krzyż Kawalerski Orderu Odrodzenia Polski (2001)[5]
- Złoty Krzyż Zasługi (1995)[6]